# Shine On (песня R.I.O.)
«Shine On» (с англ. — «Сияй») — песня немецкого хаус-трио R.I.O. Песня была написана Янном Пайфером, Мануэлем Ройтером и Андресом Баллинасом. Она была выпущена в Германии для цифрового скачивания 6 августа 2008 года.

## Список композиций
Digital download
1. «Shine On» (Radio Mix) — 3:23
2. «Shine On» (Spencer & Hill Radio Edit) — 3:02
3. «Shine On» (Soft House Radio Mix) — 3:21
4. «Shine On» (Mondo Radio Edit) — 3:21
5. «Shine On» — 6:03
6. «Shine On» (Extended Mix) — 6:05
7. «Shine On» (Spencer & Hill Remix) — 6:18
8. «Shine On» (Soft House Mix) — 5:36
9. «Shine On» (Mondo Remix) — 5:53

## В записи участвовали
- Ведущий вокал — Tony T
- Продюсеры — Янн Пайфер, Мануэль Ройтер
- Текст песни — Янн Пайфер, Мануэль Ройтер, Андрес Баллинас
- Лейбл: Zooland Records

## Чарты

### Недельные чарты
| Чарт (2008)                      | Высшая позиция |
| -------------------------------- | -------------- |
| Австрия (Ö3 Austria Top 40)      | 21             |
| Болгария (BAMP)                  | 9              |
| СНГ (TopHit)                     | 2              |
| Франция (SNEP)                   | 8              |
| Германия (GfK)                   | 25             |
| Венгрия (Dance Top 40)           | 3              |
| Венгрия (Editors' Choice Top 40) | 4              |
| Израиль (Media Forest)           | 1              |
| Италия (FIMI)                    | 8              |
| Нидерланды (Dutch Top 40)        | 20             |
| Нидерланды (Single Top 100)      | 43             |
| Польша (Polish Airplay Chart)    | 4              |
| Russia Airplay (TopHit)          | 1              |
| Испания (PROMUSICAE)             | 22             |
| Швеция (Sverigetopplistan)       | 10             |
| Швейцария (Schweizer Hitparade)  | 17             |

### Годовые чарты
| Чарт (2008)                       | Позиция |
| --------------------------------- | ------- |
| СНГ (TopHit)                      | 6       |
| Германия (Official German Charts) | 99      |
| Russia Airplay (TopHit)           | 5       |
| Швейцария (Schweizer Hitparade)   | 65      |
| Чарт (2009)                       | Позиция |
| Швейцария (Schweizer Hitparade)   | 98      |
| Russia Airplay (TopHit)           | 175     |

### Чарты конца десятилетия
| Чарт (2000—2009)           | Позиция |
| -------------------------- | ------- |
| СНГ (CIS Airplay) (TopHit) | 14      |
| Russia Airplay (TopHit)    | 16      |

## Даты выхода
| Страна   | Дата           | Формат            | Лейбл           |
| -------- | -------------- | ----------------- | --------------- |
| Германия | 6 августа 2008 | Цифровая загрузка | Zooland Records |